# Oppdalsbräcka
Oppdalsbräcka (Saxifraga opdalensis) är en art i bräckesläktet som beskrevs av Axel Blytt. Som alla andra arter i släktet  ingår den i familjen stenbräckeväxter (Saxifraga). Inga underarter finns listade i Catalogue of Life.